# Porta Collina
Die Porta Collina war ein antikes Stadttor der Servianischen Mauer in Rom.
Sie lag am nördlichsten Abschnitt der Stadtmauer auf dem Quirinalshügel (collis Quirinalis), nach dem sie auch benannt war. An ihr begann ein agger genannter, stark befestigter Teil der Servianischen Mauer. Reste der Porta Collina wurden im 19. Jahrhundert beim Bau des Finanzministeriums gefunden. Sie befanden sich an der Kreuzung von Via XX Settembre und Via Goito.
An der Porta Collina begannen zwei wichtige nach Norden führende Straßen, die Via Salaria und die Via Nomentana. So gelangten die Gallier bei ihrem Einfall Anfang des 4. Jahrhunderts v. Chr. durch die Porta Collina nach Rom. Als Hannibal im Jahr 211 v. Chr. nach Rom vorstieß, ritt er bis vor die Porta Collina. 82 v. Chr. siegten Sulla und Crassus in der Schlacht an der Porta Collina über die auf Rom vorgerückten Samniten und Lukaner.
3 km vor der Porta lag der Ponte Salario, eine Brücke, die den strategisch wichtigen Übergang über den Aniene kontrollierte.